# Nakamura Sinszuke

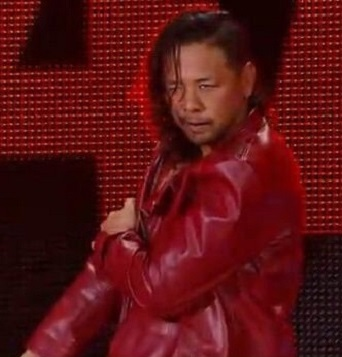
Nakamura bevonulása, NXT-ben

Nakamura Sinszuke  (中邑 真輔 ; Hepburn: Nakamura Shinsuke; 1980. február 24. –) japán pankrátor és egykori vegyes harcművész. Jelenleg a WWE-vel áll szerződésben, a SmackDown csapatát erősíti. Nakamura korábban a WWE NXT fejlesztési területén versenyzett, ahol többször is megnyerte az NXT bajnoki övet; emellett pedig háromszoros IWGP nehézsúlyú bajnok és hatszoros IWGP interkontinentális bajnok. 2018 januárjában Nakamura megnyerte a férfi Royal Rumble-t.

## Eredményei
New Japan Pro-Wrestling
- IWGP Heavyweight Bajnok (3x)
- IWGP Intercontinental Bajnok (6x)
- IWGP Tag Team Bajnok (1x) – csapattársa: Tanahasi Hirosi
- IWGP U-30 Openweight Bajnok (1x)
- NWF Heavyweight Bajnok (1x)
- 10,000,000 Yen Tag Bajnokság (2004) – csapattársa: Tenzan Hirojosi
- G1 Climax győzelem (2011)
- G1 Tag League (2006) – csapattársa:  Csóno Maszahiro
- National District Bajnokság (2006) – csapattársa: Kanemoto Kódzsi
- New Japan Cup győzelem (2014)
- Teisen Hall Cup Six Man Tag Team Tournament (2003) – csapattársai:  Szaitó Hiro és Gotó Tacutosi
- Heavyweight Tag MVP Díj (2005) csapattársa: Tanahasi Hirosi

WWE
- NXT Bajnok (2x)
- WWE United States Bajnok (2x)
- Royal Rumble győzelem (2018)
- Az év férfi versenyzője (2016)
- Az év versenyzője (2016)

## Bevonuló zenéi
- The Rising Sun (Entrance Theme)

## Fordítás
- Ez a szócikk részben vagy egészben  a   Shinsuke Nakamura című angol Wikipédia-szócikk fordításán alapul.  Az eredeti cikk szerkesztőit annak laptörténete sorolja fel. Ez a jelzés csupán a megfogalmazás eredetét és a szerzői jogokat jelzi, nem szolgál a cikkben szereplő információk forrásmegjelöléseként.